# Benedetto Andrea Doria
Benedetto Andrea Doria (Rogliano, 20 novembre 1722 – La Spezia, 17 settembre 1794) è stato un vescovo cattolico italiano naturalizzato francese.

## Biografia
Nato nell'allora Corsica genovese nel paese capocorsino di Rogliano da un ramo della famiglia Doria, nel 1748 divenne presbitero.
Il 28 maggio 1759 venne nominato vescovo di Ajaccio da papa Clemente XIII; ricevette l'ordinazione episcopale il 4 giugno successivo dal cardinale Joaquín Fernández de Portocarrero, prefetto della Congregazione per le indulgenze e le sacre reliquie, coconsacranti Diego Andrea Tomacelli, vescovo di Marsico Nuovo, e Gerardo Giannattasio, vescovo di Lavello.
Si oppose a Pasquale Paoli e durante la Repubblica Corsa si rifugiò a Genova nel 1755, poi ritornò nell'isola dopo il passaggio alla Francia dopo il trattato di Versailles nel 1768; In seguito fu contrario anche alla Costituzione civile del clero del 1790 assieme ai vescovi isolani.
Morì alla Spezia a 72 anni e il corpo venne traslato nel presbiterio della Collegiata di Santa Maria Assunta alla Spezia dopo il solenne funerale alla presenza di suo nipote Giacomo Giustiniani e delle più importanti cariche della città.

## Genealogia episcopale
La genealogia episcopale è:
- Cardinale Sigismund von Kollonitz
- Cardinale Mihály Frigyes Althann
- Cardinale Juan Álvaro Cienfuegos Villazón, S.I.
- Cardinale Joaquín Fernández de Portocarrero
- Vescovo Benedetto Andrea Doria